# Brandon Roy
Brandon Dawayne Roy (Seattle, 23 luglio 1984) è un ex cestista e allenatore di pallacanestro statunitense.

## Carriera

### High school e college
Roy frequentò la Garfield High School prima di andare all'University of Washington. Inizialmente era tra i candidati del draft NBA 2002, ma scelse di frequentare la University of Washington.
Giocò per quattro anni nell'università, sotto la guida di Lorenzo Romar, e nell'ultimo anno ebbe una media di 20,2 punti a partita.

## NBA

### Portland Trail Blazers
Venne selezionato nel 2006 dai Minnesota Timberwolves come sesta scelta assoluta, ma venne ceduto ai Portland Trail Blazers, in cambio della settima scelta assoluta dello stesso Draft, Randy Foye.
La sua carriera in NBA cominciò nella Summer League di luglio 2006, durante la quale mantenne una media di 19 punti a partita ed una percentuale del 65% dal campo.
Venne convocato dai rookie per il Rookie Challenge all'All-Star Weekend 2007 e fu nominato Rookie dell'anno 2007.
Al suo primo anno in NBA, giocando 57 partite, ebbe le medie a partita di 35,4 minuti, 16,8 punti, 4 assist, 4,4 rimbalzi, 1,2 palle rubate e 0,2 stoppate. Ha realizzato il suo career-high di punti, 52, il 18 dicembre 2008 contro i Phoenix Suns.
A causa dei ripetuti problemi alle ginocchia, che lo hanno costretto a subire diverse operazioni nel corso degli anni, il 9 dicembre 2011 ESPN ha dato notizia di un suo imminente ritiro dall'attività sportiva. Due giorni dopo i Blazers esercitano la Amnesty clause sulla guardia di Seattle, liberando così il loro salary cap dal contratto della loro ex stella.

### Minnesota Timberwolves
Il 5 luglio 2012, terminato il suo volontario ritiro, viene ingaggiato dai Minnesota Timberwolves con un contratto di 10,4 milioni di dollari in due anni.
Dopo la preaseason Roy disputa con la sua nuova squadra appena 5 partite di regular season, per poi doversi fermare nuovamente per tutta la stagione per i cronici problemi al ginocchio: a maggio 2013, dopo un'altra stagione negativa, i T'Wolves decidono di scartare Roy dal roster, avvalendosi del fatto che il suo secondo anno di contratto fosse non garantito.

## Vita privata
Brandon Roy è sposato con Tiana Bardwell, dalla quale ha avuto il suo primogenito, Brandon jr., nato il 27 marzo 2007.
Nel febbraio 2009 è nata anche la seconda figlia Mariah Leilani.
Il 3 maggio 2017, mentre si trova fuori dall'abitazione di sua nonna Josephine, viene ferito da un colpo di pistola durante una sparatoria per strada a Los Angeles mentre fa da scudo ad alcuni ragazzi presenti sul luogo.

## Statistiche

### NCAA
| Anno      | Squadra            | PG  | PT | MP   | TC%  | 3P%  | TL%  | RP  | AP  | PRP | SP  | PP   |
| --------- | ------------------ | --- | -- | ---- | ---- | ---- | ---- | --- | --- | --- | --- | ---- |
| 2002-2003 | Washington Huskies | 13  | 2  | 17,2 | 50,0 | 10,0 | 48,6 | 2,9 | 1,0 | 0,3 | 0,2 | 6,1  |
| 2003-2004 | Washington Huskies | 31  | 31 | 30,2 | 48,2 | 22,2 | 78,5 | 5,3 | 3,3 | 1,1 | 0,4 | 12,9 |
| 2004-2005 | Washington Huskies | 26  | 4  | 24,2 | 56,5 | 35,0 | 74,1 | 5,0 | 2,2 | 0,6 | 0,3 | 12,8 |
| 2005-2006 | Washington Huskies | 33  | 33 | 31,7 | 50,8 | 40,2 | 81,0 | 5,6 | 4,1 | 1,4 | 0,8 | 20,2 |
| Carriera  | Carriera           | 103 | 70 | 27,5 | 51,2 | 34,4 | 76,5 | 5,0 | 3,0 | 1,0 | 0,5 | 14,3 |

#### Massimi in carriera
- Massimo di punti: 35 (2 volte)[4]
- Massimo di rimbalzi: 13 vs UCLA (2 volte)
- Massimo di assist: 9 (2 volte)
- Massimo di palle rubate: 4 (4 volte)
- Massimo di stoppate: 3 vs Air Force (15 novembre 2005)
- Massimo di minuti giocati: 44 vs Arizona (31 dicembre 2005)

### NBA

#### Regular season
| Anno      | Squadra             | PG  | PT  | MP   | TC%  | 3P%  | TL%  | RP  | AP  | PRP | SP  | PP   |
| --------- | ------------------- | --- | --- | ---- | ---- | ---- | ---- | --- | --- | --- | --- | ---- |
| 2006-2007 | Portland T. Blazers | 57  | 55  | 35,4 | 45,6 | 37,7 | 83,8 | 4,4 | 4,0 | 1,2 | 0,2 | 16,8 |
| 2007-2008 | Portland T. Blazers | 74  | 74  | 37,7 | 45,4 | 34,0 | 75,3 | 4,7 | 5,8 | 1,1 | 0,2 | 19,1 |
| 2008-2009 | Portland T. Blazers | 78  | 78  | 37,2 | 48,0 | 37,7 | 82,4 | 4,7 | 5,1 | 1,1 | 0,3 | 22,6 |
| 2009-2010 | Portland T. Blazers | 65  | 65  | 37,2 | 47,3 | 33,0 | 78,0 | 4,4 | 4,7 | 0,9 | 0,2 | 21,5 |
| 2010-2011 | Portland T. Blazers | 47  | 23  | 27,9 | 40,0 | 33,3 | 84,8 | 2,6 | 2,7 | 0,8 | 0,3 | 12,2 |
| 2012-2013 | Minnesota T'wolves  | 5   | 5   | 24,4 | 31,4 | 0,0  | 70,0 | 2,8 | 4,6 | 0,6 | 0,0 | 5,8  |
| Carriera  | Carriera            | 326 | 300 | 35,5 | 45,9 | 34,8 | 80,0 | 4,3 | 4,7 | 1,0 | 0,2 | 18,8 |
| All-Star  | All-Star            | 2   | 0   | 30,0 | 83,3 | 66,7 | -    | 7,0 | 5,0 | 0,5 | 0,5 | 16,0 |

#### Play-off
| Anno     | Squadra             | PG | PT | MP   | TC%  | 3P%  | TL%  | RP  | AP  | PRP | SP  | PP   |
| -------- | ------------------- | -- | -- | ---- | ---- | ---- | ---- | --- | --- | --- | --- | ---- |
| 2009     | Portland T. Blazers | 6  | 6  | 39,7 | 45,9 | 47,1 | 87,0 | 4,8 | 2,8 | 1,3 | 1,2 | 26,7 |
| 2010     | Portland T. Blazers | 3  | 1  | 27,7 | 30,3 | 16,7 | 77,8 | 2,3 | 1,7 | 0,0 | 0,0 | 9,7  |
| 2011     | Portland T. Blazers | 6  | 0  | 23,0 | 50,0 | 28,6 | 61,5 | 2,2 | 2,8 | 0,2 | 0,0 | 9,3  |
| Carriera | Carriera            | 15 | 7  | 30,6 | 44,2 | 32,6 | 80,9 | 3,3 | 2,6 | 0,6 | 0,5 | 16,3 |

#### Massimi in carriera
- Massimo di punti: 52 vs Phoenix Suns (18 dicembre 2008)[5]
- Massimo di rimbalzi: 14 vs Seattle SuperSonics (21 febbraio 2008)
- Massimo di assist: 12 (2 volte)
- Massimo di palle rubate: 10 vs Washington Wizards (24 gennaio 2009)
- Massimo di stoppate: 3 (2 volte)
- Massimo di minuti giocati: 53 vs Los Angeles Clippers (12 dicembre 2008)

## Palmarès
- NBA Rookie of the Year Award: 2007
- NBA All-Rookie First Team: 2007
- NBA All-Star Game: 3

2008, 2009, 2010
- Squadre All-NBA: 2

Second Team: 2009
Third Team: 2010
- NCAA AP All-America First Team (2006)